# Txernútievo
Txernútievo (en rus: Чернутьево) és un poble de la República de Komi, a Rússia, segons el cens del 2010 tenia 259 habitants.